# Яковлев, Сергей Маратович
Серге́й Мара́тович Я́ковлев (6 октября 1964, Москва, СССР) — российский журналист, бывший шеф-редактор ИД «Коммерсантъ» и главный редактор газеты «Коммерсантъ» а также сайта Kommersant.ru; поэт.

## Биография
Выпускник Московского государственного педагогического института и аспирантуры Института психологии АН СССР, кандидат психологических наук.
С 1991-го по 1992 год работал директором Института эстетического развития молодёжи. Затем до 1993 года был исполнительным директором творческо-производственного объединения.
В 1993—1997 годах занимал должность финансового директора пейджинговой компании «Континенталь».
С 1997 года работал в качестве литературного редактора, затем выпускающего редактора в издательском доме «Коммерсантъ».
С 1999-го — главный редактор экономического еженедельника «Коммерсантъ-Деньги».
17 ноября 2014 года назначен главным редактором газеты «Коммерсантъ», а в сентябре 2015-го главным редактором сайта «Коммерсантъ». В июле 2018 года по собственному желанию оставил свой пост в силу личных обстоятельств.
В 2010-е годы появились публикации стихотворений Сергея Яковлева (в журнале «Знамя» и др.). В 2018 году выпустил книгу стихотворений «Август кончен». В 2020 году вышел альбом «Мои легионы» музыкального проекта «Яковлев и Шумилов» (стихи Яковлева, музыка Дмитрия Шумилова; вокал Сергея Яковлева; в записи музыки, помимо Д. Шумилова, приняли участие ещё несколько музыкантов).